# Lucius Nonius Calpurnius Torquatus Asprenas
Lucius Nonius Calpurnius Torquatus Asprenas est un sénateur romain des Ier et IIe siècles, consul éponyme en 94 sous Domitien et 128 sous Hadrien.

## Biographie
Il est le fils de Lucius Nonius Asprenas (Torquatus ?) et d'une Arria Calpurnia. Son père est consul suffect vers 78 à la fin du règne de Vespasien. Des Nonii Asprenas sont consuls à la fin de la République romaine, sous Auguste, Tibère et Caligula.
En l’an 94, il est consul éponyme aux côtés de Titus Sextius Magius Lateranus.
En 107/108, il devient proconsul d'Asie, durant le règne de Trajan.
Sous Hadrien, il est une deuxième fois consul éponyme, en l'an 128, avec Marcus Annius Libo pour collègue. Seuls deux autres précédents consuls éponymes, Marcus Annius Verus, frère de Libo, et Lucius Iulius Ursus Servianus sont honorés d'un nouveau consulat éponyme sous ce règne. Par ailleurs, seuls quatre autres anciens consuls suffects atteignent le consulat pour la deuxième fois sous Hadrien.
En outre, il est augure et Sodales Augustales.